# Studium w szmaragdzie
Studium w szmaragdzie (oryg. ang.  A Study in Emerald) – nowela fantasy brytyjskiego pisarza Neila Gaimana. Opublikowana po raz pierwszy w antologii Shadows Over Baker Street w 2003, a następnie w zbiorze Fragile Things (2006). W polskim tłumaczeniu Pauliny Braiter-Ziemkiewicz ukazała się w miesięczniku Nowa Fantastyka (nr 4 (283) 2006), a następnie w zbiorze Rzeczy ulotne (Wydawnictwo Mag, 2006).
Otrzymała w 2004 nagrody: Hugo za najlepszą miniaturę literacką oraz Locusa za najlepszą nowelę, a także polską nagrodę  Sfinks za najlepsze opowiadanie zagraniczne w 2007.
Tytuł nawiązuje do Studium w szkarłacie Arthura Conana Doyle’a, pierwszej powieści o Sherlocku Holmesie.

## Treść
Narrator, weteran z wojny w Afganistanie opowiada o dochodzeniu, które prowadzi jego współlokator, detektyw doradca z Baker Street, wspomagający pracę inspektora Lestrade ze Scotland Yardu. Przedmiotem jest brutalne morderstwo dokonane na członku jednego z rodów panujących Europy w slumsach londyńskiej dzielnicy Whitechapel. Ofiara nie jest jednak człowiekiem, a obcym, na co wskazuje jego nieludzki wygląd, liczba kończyn i zielona krew na ścianach. Detektyw i narrator zostają przyjęci w pałacu przez Królową Wiktorię, jedną z Wielkich Przedwiecznych, którzy pokonali ludzkość 700 lat temu, a teraz rządzą światem. Detektyw odkrywa, że za morderstwem stoi grupa restauracjonistów, osób, które sprzeciwiają się rządom obcych.

## Kontekst literacki
Nowela łączy w sobie realia dwóch cykli literackich: powieści i opowiadań kryminalnych o Sherlocku Holmesie Arthura Conana Doyle’a i opowiadań o mitologii Cthulhu H.P. Lovecrafta.
Oryginalność tekstu polega na odwróceniu schematu, znanego z opowiadań Doyle’a. Czytelnik na początku, śledząc fabułę podobną do akcji Studium w szkarłacie, uznaje, że narratorem jest doktor Watson, zaś detektywem Sherlock Holmes. W trakcie utworu okazuje się, że Holmes (występujący tu pod fałszywym nazwiskiem Sherry Vernet i pseudonimem Rache) i Watson są ściganymi restauracjonistami, którzy mordują obcych uzurpatorów. Tropy pozostawione przez autora wskazują, że detektywem jest tu profesor Moriarty, zaś narrator to jego współpracownik, pułkownik Sebastian Moran, najwięksi wrogowie Holmesa w cyklu Conan Doyle’a.

## Adaptacje
Brytyjski projektant gier Martin Wallace stworzył grę planszową na podstawie noweli, wydaną w październiku 2013 r.
W czerwcu 2018 Dark Horse Comics opublikowało graficzną adaptację opowiadania autorstwa Rafaela Scavone, Rafaela Albuquerque i Dave’a Stewarta.